# Aeroportul Sibulan
Aeroportul Sibulan (IATA: DGT, ICAO: RPVD) este un aeroport din Central Visayas⁠(d), Filipine ce deservește zona Dumaguete⁠(d). Aeroportul a fost tranzitat în 2022 de 554.261 de pasageri.
Situat la o altitudine de 5 m, aeroportul dispune de 1 pistă. Este operat de Civil Aviation Authority of the Philippines⁠(d).

## Infrastructură

### Piste
Aeroportul dispune de o singură pistă. Pista are orientarea 09/27. 